# Ferrocarril del Deba

Curso del Ferrocarril del Deba mostrado en negro.

El ferrocarril del Deba era un ramal de la línea principal Durango-Zumárraga que discurría entre las provincias de Vizcaya y Guipúzcoa en el País Vasco en el norte de España. Recorría la parte alta del valle del Deva, y atravesaba el puerto de Descarga llegando a Zumárraga. La estación de Málzaga, barrio de Éibar, está en la desembocadura del río Ego, cuyo valle se inserta en la comarca vizcaína del Duranguesado con el río Deva.
Fue inaugurado en 1889 y contaba con 22,7 km. El tramo fue ejecutado por la Compañía del Ferrocarril de Durango a Zumárraga. Esta compañía formó Ferrocarriles Vascongados mediante la fusión con otras en 1906. La estación de Málzaga se comenzó a construir en 1885 y se inauguró en 1887. Una vez formada la compañía de Ferrocarriles Vascongados y concluida la línea Bilbao-San Sebastián, este tramo se consideró un ramal de la línea principal.
El trazado de esta línea ferroviaria era complicado. Para salvar el puerto de Descarga tenía grandes pendientes y curvas con radios de hasta 60 m. Fue electrificado en 1919 y se clausuró definitivamente el 1 de marzo de 1975, justificando su cierre por falta de demanda. 
En la estación de Málzaga empalmaba con la línea de Ferrocarriles Vascongados Bilbao-San Sebastián (esta línea todavía se encuentra en explotación, dependiendo de la compañía ferroviaria Euskotren). En la estación de Zumárraga enlazaba con la línea de vía ancha Ferrocarril del Norte que une Madrid con Irún (actualmente dependiente de RENFE) y el Ferrocarril del Urola, que unía Zumárraga con Zumaya. En la estación intermedia de Mekolalde, Vergara, enlazaba con la línea Estella-Vergara del ferrocarril Vasco-Navarro.
El 28 de febrero de 1971 a las 11:37 fue el último tren que partió de la estación de Zumárraga con destino a Málzaga tras 83 años año de historia.

## Estaciones
1. Málzaga (Éibar), enlace con la línea Bilbao-San Sebastián. Estación en servicio como apeadero de esta línea.
2. Placencia de las Armas
3. Osintxu
4. Mekolalde (Vergara), enlace con la línea Vergara-Estella del ferrocarril Vasco-Navarro.
5. Anzuola
6. Amilleta
7. Zumárraga, enlace con la línea Madrid - Irún del Ferrocarril del Norte y la línea Zumárraga-Zumaya del Ferrocarril del Urola.